# Pachypsylloides probus
Pachypsylloides probus är en insektsart som beskrevs av Loginova 1964. Pachypsylloides probus ingår i släktet Pachypsylloides och familjen rundbladloppor. Inga underarter finns listade i Catalogue of Life.